# جواز سفر الانتداب البريطاني في فلسطين
جواز سفر الانتداب البريطاني في فلسطين (بالإنجليزية: Mandatory Palestine passport)‏ ، هو وجواز سفر أصدرته الحكومة البريطانية وكانت تمنحه لمن يسكن في فلسطين عام 1924م باعتباره مواطناً بريطانياً، وتمكن 70 ألف مسافر من حمل الجواز الفلسطيني، وتوفر الجواز السفر بثلاث لغات وهي الإنجليزية والعربية والعبرية.
وبعد إنشاء الكيان الإسرائيلي في 15 مايو 1948م، ظل جوار السفر هذا يستعمل في مناطق فلسطين، وقررت الأمم المتحدة إلغاء استعمال الجواز الفلسطيني التي تعود للانتداب البريطاني.

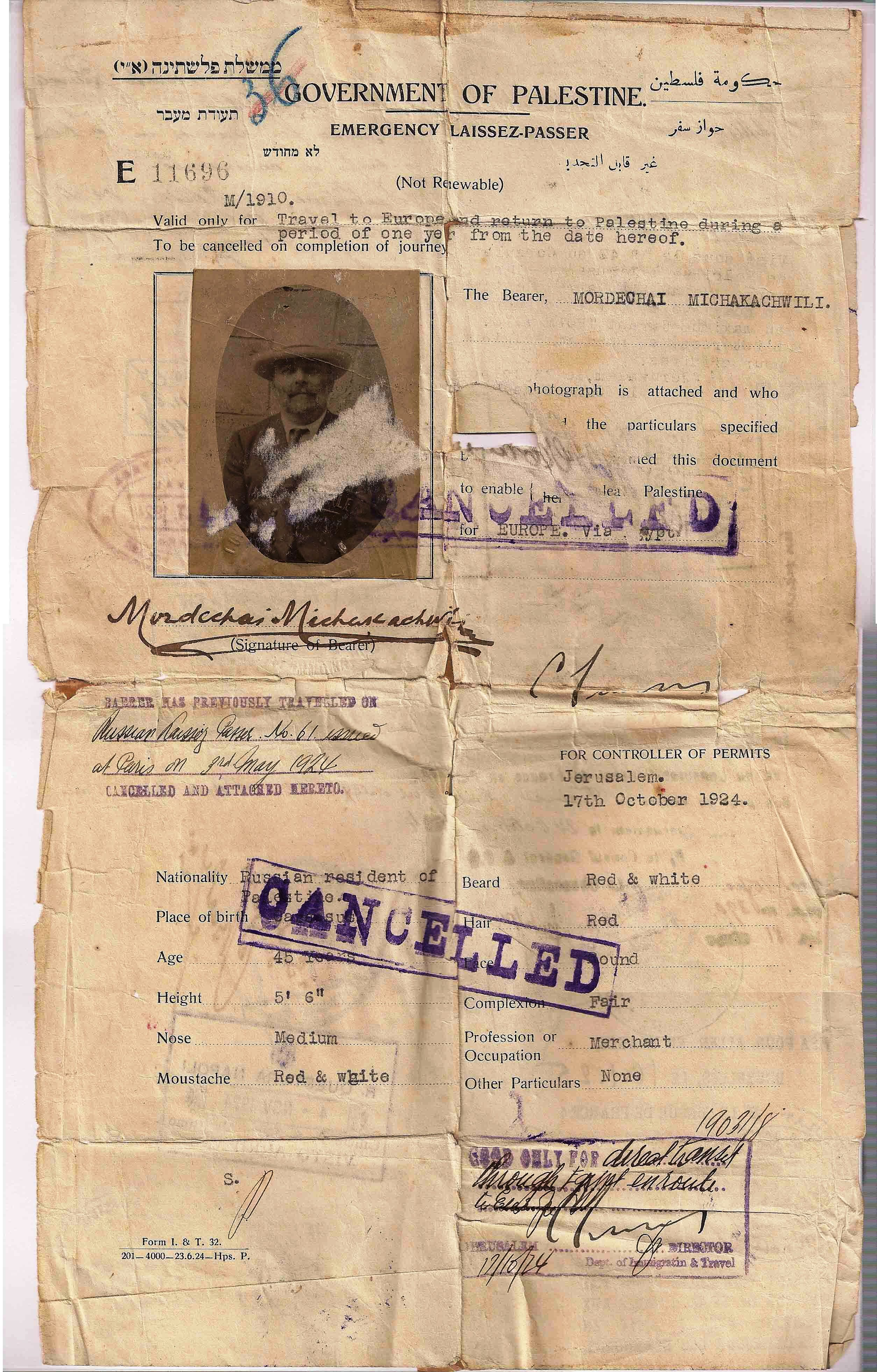
النموذج الأصلي للجواز الفلسطيني عام 1924.